# Pills n Potions
«Pills n Potions» es una canción interpretada por la rapera, compositora y cantante trinitense, Nicki Minaj de su tercer álbum de estudio The Pinkprint. Fue lanzada el 21 de mayo de 2014 bajo los sellos Young Money Entertainment, Cash Money Records y Republic Records como primer sencillo del álbum. Minaj colaboró con Ester Dean, Dr. Luke y Cirkut durante el proceso de composición, a su vez, también fue producida por Dr. Luke y Cirkut.
Comercialmente la canción alcanzó la posición 24 en el Billboard Hot 100 de Estados Unidos, así mismo, entrando en el top 40 de listados musicales en Australia, Irlanda, Nueva Zelanda y el Reino Unido. La canción estuvo acompañada de un vídeo musical dirigido por Diane Martel, con quién Minaj ya había trabajado, y fue lanzado el 9 de junio de 2014. Minaj promovió la canción durante su presentación en los BET Awards de 2014.

## Antecedentes y desarrollo
| «Sentía como si estuviera perdonando, tú sabes, y tan solo estoy entendiendo que todas las personas se enojan, pero cuando amabas a alguien, sientes que como que siempre lo amarás. No me siento como si hubiera alguien que amaba y ya no, simplemente que no sería capaz de vivir con el o tenerlo en mi vida, y de eso es realmente lo que trata la canción.» — Minaj describiendo el concepto de «Pills N Potions». |

Minaj mencionó por primera vez la canción en su sencillo de promoción, «Yasss Bish» que incluía la colaboración de Soulja Boy. Ella declaró que el sencillo sería lanzado en dos semanas. Minaj reveló el título de la canción en los Billboard Music Awards del 2014 y después organizó una sesión de preguntas y respuestas vía Twitter donde reveló más información del sencillo. En una entrevista con Rap-Up, Minaj declaró que «Pills N Potions» era "edificante" y "muy conmovedor". Hablando para Billboard, ella explicó: "Suena como una urgencia, suena como una traición.  Suena como correr. Suena como desmayos. Suena como el amor". El 19 de mayo de 2014, Minaj reveló la portada del sencillo en su cuenta de Instagram.
El 21 de mayo de 2014, Minaj lanzó «Pills n Potions» en SoundCloud, y un día después la canción estuvo disponible para compra en iTunes y Amazon así como el resto de tiendas de música y plataformas digitales de reproducción. Minaj promovió la canción en varias entrevistas y programas radiales en los Estados Unidos, incluyendo The Breakfast Club de Power 105.1, On Air with Ryan Seacrest de KIIS-FM, la transmisión matutina de Hot 97, Elvis Duran and the Morning Show de Z100 y el The Big Boy's Neighborhood Morning Show de Power 106.

## Música y composición
«Pills n Potions» es una balada de piano "enmarcada en el imaginario druggy de rap mixtape". Chris Payne de Billboard dijo que la canción junto al coro "recuerda a una balada de Rihanna" con versos rapeados. Kory Grow de Rolling Stone apinó que la canción enseñaba una Minaj "sublime (y madura) subiendo por encima de sus detractores, incluso cantando que ella aún así los ama".
La canción se abre con un escaso e inquietante ritmo de tambor, mientras Minaj canta el pre-coro casi como un susurro, "Pills 'n potions, we're overdosin' / I'm angry but I still love you". Mientras el pre-coro se repite, un efecto de eco es agregado a sus vocales, y cantos "florecientes" de  "I still love, I still love, I still lu-uh-uhhhv" se cantan para crear el coro de la canción. Durante los versos Minaj rapea con un sentido de urgencia, el primer verso se mantiene restringido mientras ella rapera acerca de alguien que le hizo daño, "They could never make me hate you / Even though what you was doin' wasn't tasteful / Even though you out here looking so ungrateful / I'mma keep it movin' be classy and graceful". En su siguiente línea expresa que planea "perdonar y olvidar" sin embargo sabe que "están celosos de su éxito": ""But I spin off in a Benzie / I see the envy when I'm causin' a frenzy". La canción es una melodía que mezcla los géneros pop, hip hop y R&B.

## Comentarios de la crítica
«Pills n Potions» recibió comentarios generalmente positivos por parte de los críticos de la música. Zach Frydenlund de la revista Complex llamó la canción como "monstruo de la canción", y explicó, "después de unos meses de lanzamientos de sencillos con street markenting, Nicki muestra otra vez como puede equilibrar el pop y el hip-hop delicadamente, mientras mantiene fiel su promesa de rimar "verdadero rap" para sus fanes". Chris Payne de Billboard sintió que Minaj fue sincera en su entrega de letra personal de la canción, y la llamó un "deleite público", con algo que cada oyente puede disfrutar. Gil Kaufman de MTV News dio a la canción un comentario positivo diciendo, "después de volver duro con los sencillos "Yasss Bish" y "Chi-Raq", las "Pociones" de casi cuatro minutos son en realidad un gran movimiento nuevo en el juego del pop, estableciendo a Minaj en lo que podría ser su más grande éxito hasta la fecha". Aunque Marc Hogan de Spin encontró un mensaje confuso de la canción, alabó el rap de Minaj diciendo, "¿cuándo oímos ese gancho: "I still lo-uh-uh-ve" resonando fuera de las ventanas del carro este verano? Probablemente lo seguiremos amando". Kroy Grow de Rolling Stone observó que «Pills n Potions» era "diametralmente opuesto" al sencillo previo de Minaj, «Lookin Ass». XXL incluyó la canción en su lista de mitad de año de las 25 canciones del 2014  (hasta la fecha), comentando que "a pesar del ritmo lento de la canción, Nicki aún era capaz de suministrar sus clásicas líneas ingeniosas con un tono duro".

## Recepción comercial
En los Estados Unidos, «Pills n Potions» debutó en la posición 47 del Billboard Hot 100 durante la semana del 7 de junio de 2014; vendió 84.000 copias y acumuló 709.000 streams nacionales dentro de sus primeros cuatro días de lanzamiento. Alcanzó su mayor posición en el número 24 de la lista. Alcanzó el top 10 en Sudáfrica y el top 20 en las listas de Australia, Nueva Zelanda y Bélgica. Hasta diciembre de 2014, la canción había vendido 622.000 copias en los Estados Unidos. «Pills n Potions» fue certificada platino en Australia por 70.000 ventas, Estados Unidos por 1.000.000 y plata en Reino Unido por 200.000.

## Vídeo musical

### Antecedentes
El 13 de mayo, Nicki tuiteó, "Grabación del vídeo". Publicó en Instagram algunas fotos detrás de escenas de ella en el set. Al siguiente día tuiteó, "Grabando este vídeo ¿Qué hacen?" con un nuevo look, insinuando que era el 2 día de una grabación. El vídeo fue filmado por Diane Martel y Geoffrey Lillemon. El 6 de junio, Minaj visitó el programa Good Morning America donde compartió un adelanto del vídeo. Finalmente fue lanzado a su cuenta de VEVO el 10 de junio de 2014.

### Sinopsis
El videoclip comienza con una escena de Minaj fumando e inmediatamente cambia a distintas tomas de ella con distintos atuendos y peinados, en todas usando un maquillaje natural mientras comienza la interpretación del coro y el primer verso. Aparecen imágenes de conejos. El rapero estadounidense The Game también hace una aparición especial, inicialmente mostrándose en uno de los mismos fondos donde se veía a Minaj pero salía un humo morado tras él. En una de las escenas, Nicki aparece con la cabeza de The Game en e su brazo así como varias tomas de ambos luciendo en situación de inconformidad o pelea. Entre los vestuarios, Minaj usa también un abrigo amarillo con puntos negros, una blusa blanca y unas orejas de conejo.

## Lista de canciones
- Descarga digital — versión explícita

| N.º | Título            | Duración |  |
| 1.  | «Pills n Potions» | 4:27     |  |

- Descarga digital — versión censurada

| N.º | Título            | Duración |  |
| 1.  | «Pills n Potions» | 4:27     |  |

## Posicionamiento en listas

### Semanales
| País              | Lista                          | Mejor posición |      |
| 2014              | 2014                           | 2014           | 2014 |
| ----------------- | ------------------------------ | -------------- | ---- |
| Alemania          | GfK Entertainment Charts       | 39             |      |
| Australia         | ARIA Singles Charts            | 14             |      |
| Australia         | ARIA Urban Singles Chart       | 3              |      |
| Bélgica (Flandes) | Ultratop Urban Flandes         | 14             |      |
| Bélgica (Flandes) | Ultratip Bubbling Under        | 13             |      |
| Bélgica (Valonia) | Ultratip Bubbling Under        | 8              |      |
| Canadá            | Canadian Hot 100               | 53             |      |
| Canadá            | Canadian Digital Songs         | 25             |      |
| Escocia           | Scottish Singles Chart Top 100 | 29             |      |
| Estados Unidos    | Billboard Hot 100              | 24             |      |
| Estados Unidos    | Ringtones                      | 17             |      |
| Estados Unidos    | Rap Streaming Songs            | 3              |      |
| Estados Unidos    | Hot R&B/Hip-Hop Songs          | 7              |      |
| Estados Unidos    | Hot R&B/Hip-Hop Airplay        | 10             |      |
| Estados Unidos    | R&B/Hip-Hop Digital Song Sales | 5              |      |
| Estados Unidos    | R&B/Hip-Hop Streaming Songs    | 6              |      |
| Estados Unidos    | Hot Rap Songs                  | 2              |      |
| Estados Unidos    | Rhythmic Songs                 | 10             |      |
| Estados Unidos    | Radio Songs                    | 50             |      |
| Estados Unidos    | Digital Songs                  | 16             |      |
| Estados Unidos    | Streaming Songs                | 11             |      |
| Francia           | SNEP Singles Chart             | 71             |      |
| Irlanda           | Irish Singles Chart            | 29             |      |
| Nueva Zelanda     | Recorded Music NZ              | 17             |      |
| Sudáfrica         | EMA Top 10 Airplay             | 9              |      |
| Reino Unido       | UK Singles Chart               | 31             |      |
| Reino Unido       | UK R&B Singles Chart           | 6              |      |

## Ventas y certificaciones
| País                                                       | Organismo certificador | Certificación | Ventas  | Ref.   |
| ---------------------------------------------------------- | ---------------------- | ------------- | ------- | ------ |
| Australia                                                  | ARIA                   | Platino       | 70 000  | [ 40 ] |
| Reino Unido                                                | BPI                    | Plata         | 200 000 | [ 41 ] |
| (*) significa que la certificación puede incluir streaming |                        |               |         |        |

## Premios y nominaciones
| Año  | Premiación                            | Categoría                                 | Resultado |
| ---- | ------------------------------------- | ----------------------------------------- | --------- |
| 2014 | BET Hip-Hop Awards                    | Mejor vídeo Hip-Hop                       | Nominado  |
| 2014 | Billboard.com's Mid-Year Music Awards | Mejor vídeo musical                       | Nominado  |
| 2014 | Billboard.com's Mid-Year Music Awards | Canción que predominará la mitad del 2014 | Ganador   |
| 2014 | Soul Train Music Awards               | Mejor canción Hip-Hop del año             | Nominado  |
| 2014 | Teen Choice Awards                    | Canción de R&B/Hip-Hop                    | Nominado  |
| 2015 | VEVO Certified                        | 100 millones de visualizaciones           | Ganador   |

## Créditos y personal
- Onika Maraj – Intérprete, compositor (a)
- Lukasz Gottwald – Compositor, productor
- Henry Walter – Compositor, productor
- Ester Dean – Compositor (a)

 Créditos adaptados por las líneas de The Pinkprint

## Historial de lanzamiento
| País           | Fecha               | Formato (s)                 |
| -------------- | ------------------- | --------------------------- |
| Estados Unidos | 21 de mayo de 2014  | descarga digital            |
| Canadá         | 21 de mayo de 2014  | descarga digital            |
| Reino Unido    | 21 de mayo de 2014  | descarga digital            |
| Estados Unidos | 10 de junio de 2014 | Radio Rhythmic contemporary |
| Estados Unidos | 1 de julio de 2014  | Contemporary hit radio      |